# Pierce the Veil
Pierce the Veil er en Amerikansk rockgruppe fra San Diego i Californien, dannet i 2007. Deres musik er i genren for Post-hardcore over mod Progressive rock. Bandet består af Vic Fuentes (forsanger, rytmeguitar, lead guitar), Jaime Preciado (bas), Mike Fuentes (trommer) og Tony Perry (lead guitar).

## Diskografi
| År   | Titel                                                               | US Album | US klassifikation |
| ---- | ------------------------------------------------------------------- | -------- | ----------------- |
| 2007 | A Flair for the Dramatic - Equal Vision - Udgivelse: 26. juni 2007  | –        | –                 |
| 2010 | Selfish Machines - Equal Vision - Udgivelse: 21. juni 2010          | 106      | –                 |
| 2012 | Collide with the Sky - Fearless - Udgivelse: 17. juli 2012          | 12       | US: 500.000+      |
| 2013 | This Is a Wasteland (DVD) - Fearless - Udgivelse: 25. november 2013 | 62       | US: 50.000+       |
| 2016 | Misadventures - Fearless - Udgivelse: 13. mai 2016                  | 4        | US: 105.000+      |

## References
1. ↑  Charts: US
2. ↑  Kevin Rutherford: Billboard.com: Pierce the Veil Give Inside Look at 'Bulls in the Bronx': Exclusive Video